# آتشفشان باروا
آتشفشان باروا (به لاتین: Barva Volcano) یک کوه در کاستاریکا است که در Heredia Canton واقع شده‌است. آتشفشان باروا ۲٬۹۰۶ متر بالاتر از سطح دریا واقع شده‌است.